# Capella de la Mare de Déu de les Neus (la Molina)
La Mare de Déu de les Neus és una església del municipi d'Alp (Cerdanya) protegida com a bé cultural d'interès local.

## Descripció
És una capella situada al peu de les pistes d'esquí de Supermolina. És una capella d'una sola nau amb arcs de diafragma i embigat, amb coberta a dues vessants de pissarra. La façana, orientada a migdia, presenta un atri d'entrada amb tres arcs de mig punt i un petit campanar d'espadanya amb dues campanes. Al presbiteri, a l'absis, hi ha unes decoracions murals amb àngels i pastors fetes per Jesús Carles de Vilallonga l'any 1952, al centre del qual hi ha la Mare de Déu de les Neus, obra de l'escultor Emili Colom, també de l'any 1952. La porta d'entrada és de fusta, ornamentada amb trossos de tronc tallats transversalment i decorats amb escenes evangèliques. Davant l'absis, a l'exterior de la capella, hi ha un bonic clavari de fusta.